# Puchar Europy Mistrzyń Krajowych siatkarek (1978/1979)
Puchar Europy Mistrzyń Krajowych 1979 – 19. sezon Pucharu Europy Mistrzyń Krajowych rozgrywanego od 1960 roku, organizowanego przez Europejską Konfederację Piłki Siatkowej (CEV) w ramach europejskich pucharów dla żeńskich klubowych zespołów siatkarskich "starego kontynentu".

## Drużyny uczestniczące
- Leixoes Porto
- CSKA Sofia
- Hermes Oostende
- NIHI Oslo
- Post Wiedeń
- Dinamo Tirana
- Velkot Karhulan
- Sollentuna Sztokholm
- Dinamo Bukaresztt
- Czarni Słupsk
- Crvena zvezda Belgrad
- Nim-Se Budapeszt
- Paris UC
- SC Uni Bazylea
- Eczacıbaşı Stambuł
- SC Dynamo Berlin
- 1.VC Schwerte
- VCH Van Houten Heerlen
- Slávia Bratysława
- Burro Giglio Reggio Emiliaa

## Rozgrywki

### Runda wstępna
| Data       | Drużyna 1        | Wynik | Drużyna 2            | Sety                          |
| ---------- | ---------------- | ----- | -------------------- | ----------------------------- |
| 11.11.1978 | Leixoes Porto    | 0:3   | CSKA Sofia           | 1:15, 10:15, 4:15             |
| 18.11.1978 | Leixoes Porto    | 0:3   | CSKA Sofia           | 2:15, 2:15, 1:15              |
|            |                  |       |                      |                               |
| 03.11.1978 | Hermes Oostende  | 3:0   | NIHI Oslo            | 15:3, 15:0, 15:4              |
| 04.11.1978 | Hermes Oostende  | 3:0   | NIHI Oslo            | 15:2, 15:2, 15:6              |
|            |                  |       |                      |                               |
|            | Post Wiedeń      | 0:3   | Dinamo Tirana        | walkower                      |
|            |                  |       |                      |                               |
| 04.11.1978 | Velkot Karhulan  | 3:2   | Sollentuna Sztokholm | 15:7 7:15, 15:1, 14:16, 16:14 |
| 11.11.1978 | Velkot Karhulan  | 1:3   | Sollentuna Sztokholm | 1:15, 8:15, 15:13, 14:16      |
|            |                  |       |                      |                               |
|            | Dinamo Bukareszt | :     | ?                    |                               |

### Runda 1/8
| Data       | Drużyna 1            | Wynik | Drużyna 2                  | Sety                     |
| ---------- | -------------------- | ----- | -------------------------- | ------------------------ |
| 09.12.1978 | Sollentuna Sztokholm | 0:3   | CSKA Sofia                 | 3:15, 14:16, 10:15       |
| 16.12.1978 | Sollentuna Sztokholm | 0:3   | CSKA Sofia                 | 7:15, 1:15, 3:15         |
|            |                      |       |                            |                          |
|            | Czarni Słupsk        | 3:0   | Crvena Zvezda Belgrad      | 15:10, 15:4, 15:8        |
|            | Czarni Słupsk        | 3:0   | Crvena Zvezda Belgrad      | 15:5, 15:12, 15:10       |
|            |                      |       |                            |                          |
| 09.12.1978 | Nim-Se Budapeszt     | 3:0   | Paris UC                   |                          |
| 16.12.1978 | Nim-Se Budapeszt     | 3:0   | Paris UC                   |                          |
|            |                      |       |                            |                          |
| 09.12.1978 | Uni Bazylea          | 0:3   | Eczacıbaşı Stambuł         |                          |
| 17.12.1978 | Uni Bazylea          | 0:3   | Eczacıbaşı Stambuł         |                          |
|            |                      |       |                            |                          |
| 09.12.1978 | SC Dynamo Berlin     | 3:0   | 1.VC Schwerte              | 15:7, 15:7, 15:12, 0:56  |
| 16.12.1978 | SC Dynamo Berlin     | 3:0   | 1.VC Schwerte              | 15:7, 15:7, 15:12        |
|            |                      |       |                            |                          |
| 09.12.1978 | Dinamo Bukareszt     | 3:0   | VCH Van Houten Heerlen     | 15:7, 15:4, 15:5         |
| 16.12.1978 | Dinamo Bukareszt     | 3:1   | VCH Van Houten Heerlen     | 15:8, 15:13 8:15, 15:10  |
|            |                      |       |                            |                          |
| 09.12.1978 | Slávia Bratysława    | 1:3   | Dinamo Tirana              | 13:15, 8:15, 15:13, 7:15 |
| 16.12.1978 | Slávia Bratysława    | 3:1   | Dinamo Tirana              | 15:9, 14:16, 15:9, 15:9  |
|            |                      |       |                            |                          |
| 06.12.1978 | Hermes Oostende      | 0:3   | Burro Giglio Reggio Emilia | 10:15, 4:15, 5:15        |
| 16.12.1978 | Hermes Oostende      | 1:3   | Burro Giglio Reggio Emilia |                          |

### Ćwierćfinał
| Data       | Drużyna 1          | Wynik | Drużyna 2                  | Sety                             |
| ---------- | ------------------ | ----- | -------------------------- | -------------------------------- |
| 13.01.1979 | CSKA Sofia         | 3:1   | Czarni Słupsk              | 15:10, 12:15, 15:7, 15:9         |
| 20.01.1979 | CSKA Sofia         | 3:1   | Czarni Słupsk              | 13:15, 15:8, 15:7, 15:10         |
|            |                    |       |                            |                                  |
| 13.01.1979 | Eczacıbaşı Stambuł | 0:3   | Nim-Se Budapeszt           |                                  |
| 20.01.1979 | Eczacıbaşı Stambuł | 0:3   | Nim-Se Budapeszt           |                                  |
|            |                    |       |                            |                                  |
| 13.01.1979 | SC Dynamo Berlin   | 3:0   | Dinamo Bukareszt           | 15:9, 15:4, 15:11                |
| 20.01.1979 | SC Dynamo Berlin   | 1:3   | Dinamo Bukareszt           |                                  |
|            |                    |       |                            |                                  |
| 14.01.1979 | Slávia Bratysława  | 3:0   | Burro Giglio Reggio Emilia | 15:8, 15:7, 15:8                 |
| 20.01.1979 | Slávia Bratysława  | 3:2   | Burro Giglio Reggio Emilia | 13:15, 11:15, 15:10, 16:14, 15:8 |

### Turniej finałowy
Izmir
Tabela
| Lp. | Drużyna           | Pkt | Mecze | Mecze | Mecze | Sety | Sety | Sety  |
| Lp. | Drużyna           | Pkt | M     | W     | P     | wyg. | prz. | ratio |
| --- | ----------------- | --- | ----- | ----- | ----- | ---- | ---- | ----- |
| 1   | CSKA Sofia        | 5   | 3     | 2     | 1     | 7    | 3    | 2.333 |
| 2   | Nim-Se Budapeszt  | 5   | 3     | 2     | 1     | 6    | 4    | 1.500 |
| 3   | SC Dynamo Berlin  | 4   | 3     | 1     | 2     | 6    | 7    | 0.857 |
| 4   | Slávia Bratysława | 4   | 3     | 1     | 2     | 3    | 8    | 0.375 |

Wyniki
| Data       | Drużyna 1         | Wynik | Drużyna 2         | Sety                             |
| ---------- | ----------------- | ----- | ----------------- | -------------------------------- |
| 09.02.1979 | Slávia Bratysława | 3:2   | SC Dynamo Berlin  | 15:13, 15:13, 14:16, 8:15, 15:13 |
| 09.02.1979 | CSKA Sofia        | 3:0   | Nim-Se Budapeszt  | 15:9, 16:14, 15:2                |
|            |                   |       |                   |                                  |
| 10.02.1979 | Nim-Se Budapeszt  | 3:0   | Slávia Bratysława | 15:3, 15:10, 15:5                |
| 10.02.1979 | SC Dynamo Berlin  | 3:1   | CSKA Sofia        | 15:10, 11:15, 15:10, 15:8        |
|            |                   |       |                   |                                  |
| 11.02.1979 | Nim-Se Budapeszt  | 3:1   | SC Dynamo Berlin  | 15:12, 9:15, 15:12, 16:14        |
| 11.02.1979 | CSKA Sofia        | 3:0   | Slávia Bratysława | 15:10, 15:4, 15:9                |

## Klasyfikacja końcowa
| Miejsce | Drużyna           |
| ------- | ----------------- |
| złoto   | CSKA Sofia        |
| srebro  | Nim-Se Budapeszt  |
| 3.      | SC Dynamo Berlin  |
| 4.      | Slávia Bratysława |